# Julien Bos
Julien Bos, född 18 augusti 1998, är en fransk handbollsspelare för HBC Nantes och det franska landslaget. Han är vänsterhänt och spelar mest som högernia, men har tidigare även spelat som högersexa.

## Meriter
- Guld vid U18-EM 2016
- Guld vid U19-VM 2017
- Silver vid U20-EM 2018
- Guld vid U21-VM 2019